# Driekantige kalkkokerworm
De driehoekige of driekantige kalkkokerworm (Spirobranchus triqueter, synoniem: Pomatoceros triqueter) is een borstelworm uit de familie van de kalkkokerwormen (Serpulidae). Spirobranchus triqueter werd in 1758 voor het eerst wetenschappelijk beschreven door Carl Linnaeus.

## Beschrijving
De driekantige kalkkokerworm wordt ongeveer 2,5 centimeter lang en is te herkennen aan de in doorsnede driehoekige koker waarin hij leeft. De koker wordt door de worm opgebouwd en kan 3 tot 10 centimeter lang worden. De koker heeft een kronkelende vorm of een spiraalvorm en is vastgehecht aan de rotsige ondergrond. De driehoekige kalkkokerworm zeeft voedseldeeltjes uit het water met de dubbele krans van tentakels aan de kop. Het dier kan de koker afsluiten met een kegelvormig dekseltje met een paar uitsteeksels. De tentakels kunnen rode tot blauwe kleuren hebben. 

## Verspreiding
De driekantige kalkkokerworm komt voor aan de kusten van Noordwest-Europa. Deze soort is algemeen in de Noordzee, de Middellandse Zee en delen van de Atlantische Oceaan. Deze dieren leven op stenen langs rotskusten en wordt onder andere bejaagd door het slank tandhorentje.